# 728. pehotni polk (Wehrmacht)
Za druge 728. polke glejte 728. polk.
728. pehotni polk (izvirno nemško Infanterie-Regiment 728) je bil eden izmed pehotnih polkov v sestavi redne nemške kopenske vojske med drugo svetovno vojno.

## Zgodovina
Polk je bil ustanovljen 2. maja 1941 kot polk 15. vala na področju WK VII iz delov 148. divizije za potrebe zasedbenih nalog v Franciji; polk je bil dodeljen 708. pehotni diviziji.
15. marca 1942 so bile 4., 8. in 12. četa reorganizirane v strojnične čete.
15. oktobra 1942 je bil polk preimenovan v 728. grenadirski polk.